# Змиеоки гущери
Змиеоките гущери (Ophisops) са род гущери от семейство Същински гущери (Lacertidae). В България се среща един вид - змиеок гущер (Ophisops elegans).

## Видове
- Ophisops beddomei
- Ophisops elbaensis
- Ophisops elegans – Змиеок гущер
- Ophisops jerdonii
- Ophisops leschenaultii
- Ophisops microlepis
- Ophisops minor
- Ophisops occidentalis